# Cervione
Cervione (korsisch Cervioni) ist eine Gemeinde im Nordosten der französischen Insel Korsika. Sie gehört zum Arrondissement Corte im Département Haute-Corse. Die Bewohner nennen sich Cervionais.

## Geografie
Cervione liegt in der Castagniccia.  Die Gemeinde grenzt im Osten an das Tyrrhenische Meer. Nachbargemeinden sind Valle-di-Campoloro im Norden, San-Giuliano im Süden, Sant’Andréa-di-Cotone im Südwesten, Valle-d’Alesani im Westen und Felce im Nordwesten. Das örtliche Zentrum liegt auf 380 Metern über dem Meeresspiegel.

## Geschichte
Die Ortschaft wurde unter folgenden Namen erwähnt:
- Cerbione (1533),
- Cerbioni (1582, 1633),
- Cervioni (1616, 1632),
- Cervione (1635, 1642).

Im Spätmittelalter wurde der regionale Bischofssitz von Aléria nach Cervione verlegt. Das vormalige Bischofspalais wurde zum Sitz des Königs von Korsika, als der westfälische Baron Theodor von Neuhoff am 15. April 1736 zum König Theodor I. gewählt wurde.

### Bevölkerungsentwicklung
| Jahr      | 1962 | 1968 | 1975 | 1982 | 1990 | 1999 | 2006 | 2012 |
| --------- | ---- | ---- | ---- | ---- | ---- | ---- | ---- | ---- |
| Einwohner | 1100 | 1400 | 1450 | 1254 | 1334 | 1452 | 1605 | 1719 |

## Wirtschaft, Veranstaltungen
Im Juli 2005 fand das Jazzfestival Jazz au Couvent in Cervione statt.
Zwischen Cervione und Ghisonaccia wird Wein angebaut, siehe Weinbau auf Korsika.

## Sehenswürdigkeiten
- romanische Doppelapsidenkirche Santa Cristina
- vom 16. Jahrhundert bis 1790 zum Bistum von Ajaccio gehörende, barocke Kathedrale Saint-Erasme

## Sonstiges
Cervione ist eine der Ortschaften, in der sich zahlreiche Korsische Scheibenzüngler aufhalten.